# Мар'їна гора (Канів)
Мар'їна гора — гора в Канівському районі, Черкаської області, Україна. Гора знаходиться на південь від міста Канів, має висоту понад 240 метрів над рівнем моря. Мар'їна гора належить території Канівського природного заповідника.

## Назва
Існує декілька легенд про походження назви гори. За однією із них Мар'їну гору назвали так на честь княжни Марії. В легенді сказано, що коли на Родень напали монгольські загарбники, вони підпалили пороховий склад який знаходився під містом і знищили його страшним вибухом. Княжна Марія сподівалась скористатися системою підземних ходів, один з яких вів в Канева до Успенського собору (Дніпрова гора), а другий хід проходив під Дніпром і вів аж на лівий берег, а там вже й Переяслав. Але щоб увійти в підземний хід, котрий вів на лівий берег, необхідно було вийти з міста і коли Марія вийшла з міста і бігла до підземного ходу, її перестріли монголи і перекривши їй дорогу і притиснувши до прірви зробили пропозицію: або підкоритися і піти в раби до хана, або страта. Княжна не думаючи розвернулася і впала у прірву. Відтоді гору назвали Мар'їною. 
За іншою легендою у місті Родень на Княжій горі жили хлопець Богдан і його кохана Мар'яна. Коли на місто напали монголи, Богдан загинув у битві, а Мар'яна із іншими мешканцями продовжила захищати Родень. Однак воїни вимушені були відступити на сусідню високу гору і там дівчина кинулась із кручі вниз, щоб не потрапити у полон. З цього часу цю гору і яр називають Мар'їними.